# Technomyrmex atrichosus
Technomyrmex atrichosus är en myrart som beskrevs av Hugo Viehmeyer 1922. Technomyrmex atrichosus ingår i släktet Technomyrmex och familjen myror. Inga underarter finns listade i Catalogue of Life.